# Skir
Skir är en bebyggelse i Teleborgs distrikt i Växjö kommun i Kronobergs län. SCB avgränsade här en småort 2020.